# كورتيس شوستر
كورتيس شوستر (بالإنجليزية: Curtis Schuster)‏ هو ملاكم كيك بوكسينغ أمريكي، ولد في 9 ديسمبر 1968 في بالفيو في الولايات المتحدة.